# Earl of Liverpool

Wappen der Earls of Liverpool, Zweite Verleihung

Earl of Liverpool ist ein erblicher britischer Adelstitel. Der Titel wurde bisher zweimal geschaffen, einmal in der Peerage of Great Britain und dann in der Peerage of the United Kingdom. Er ist benannt nach der Stadt Liverpool in Merseyside.

## Verleihungen
Der Titel wurde erstmals am 1. Juni 1796 in der Peerage of Great Britain für Charles Jenkinson, 1. Baron Hawkesbury, geschaffen. Dieser war mehr als 25 Jahre Mitglied des House of Commons und zehn Jahre Chancellor of the Duchy of Lancaster gewesen. Der Titel erlosch 1851, als der dritte Earl, ein Sohn des ersten Earls, ohne männlichen Abkömmling verstarb.
Die zweite Verleihung erfolgte am 22. Dezember 1905 an den liberalen Politiker Cecil Foljambe, 1. Baron Hawkesbury, einen Enkel des letzten Earls der ersten Verleihung. Dieser war bereits über zehn Jahre Mitglied des House of Commons gewesen und wurde gleichzeitig zum Lord Steward of the Household ernannt.

## Nachgeordnete Titel
Der erste Earl der ersten Verleihung war bereits am 21. August 1786 zum Baron Hawkesbury, of Hawkesbury in the County of Gloucester, ernannt worden. Dieser Titel, der ebenfalls zur Peerage of Great Britain gehörte, wurde als nachgeordneter Titel des jeweiligen Earls geführt und erlosch ebenfalls 1851. 1790 erbte der erste Earl der ersten Verleihung von einem Cousin zudem die Würde als 7. Baronet, of Walcot in the County of Oxford and of Hawkesbury House Farm in the County of Gloucester. Dieser am 18. Mai 1661 erschaffene Titel gehört zur Baronetage of England und wurde ebenfalls vom jeweiligen Earl geführt. Dieser Titel erlosch 1851 nicht, sondern fiel an einen entfernten Verwandten und besteht noch heute.
Der erste Earl der zweiten Verleihung war am 24. Juni 1893 zum Baron Hawkesbury, of Haselbech in the County of Northampton and of Ollerton, Sherwood Forest, in the County of Nottingham, erhoben worden. Gleichzeitig mit der Earlswürde wurde ihm der zur Peerage of the United Kingdom gehörende Titel eines Viscount Hawkesbury, of Kirkham in the County of York and of Mansfield in the County of Nottingham, verliehen. Beide Titel werden vom jeweiligen Earl als nachgeordnete Titel geführt. Der Heir apparent des jeweiligen Earls führt den Höflichkeitstitel Viscount Hawkesbury.

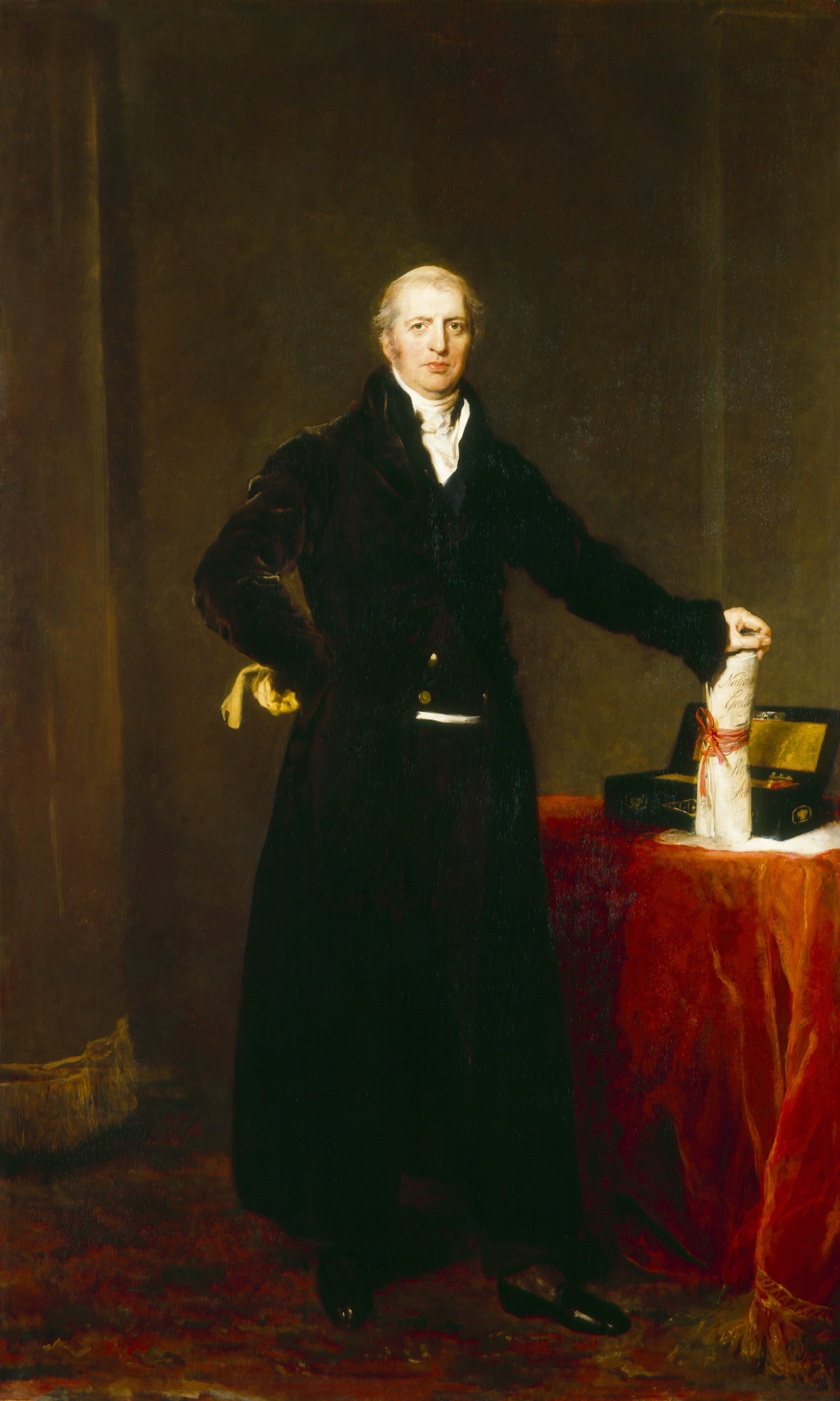
Robert Jenkinson, 2. Earl of Liverpool

## Liste der Earls of Liverpool

### Earls of Liverpool, erste Verleihung (1796)
- Charles Jenkinson, 1. Earl of Liverpool (1727–1808)
- Robert Jenkinson, 2. Earl of Liverpool (1770–1828)
- Charles Jenkinson, 3. Earl of Liverpool (1784–1851)

### Earls of Liverpool, zweite Verleihung (1905)
- Cecil Foljambe, 1. Earl of Liverpool (1846–1907)
- Arthur Foljambe, 2. Earl of Liverpool (1870–1941)
- Gerald Foljambe, 3. Earl of Liverpool (1878–1962)
- Robert Foljambe, 4. Earl of Liverpool (1887–1969)
- Edward Foljambe, 5. Earl of Liverpool (* 1944)

Titelerbe (Heir apparent) ist der älteste Sohn des derzeitigen Earls, Luke Foljambe, Viscount Hawkesbury (* 1972).